# ルドルフ・シュタムラー
ルドルフ・シュタムラー（Rudolf Stammler、1856年2月19日 - 1938年4月25日）は、ドイツのマールブルク学派の法学者。

## 人物
新カント派哲学の強い影響を受けて法実証主義を信奉し、ラスク、ラートブルフ、ケルゼンと並んで20世紀初頭の新カント派法哲学を牽引した。一方で、法実証主義と自然法論を架橋するという問題関心から、「可変的な内容を持つ自然法」の観念を提唱した。同じく新カント派の影響を強く受けた田中耕太郎により、「二十世紀の法律哲学上の進歩は実に此の法律哲学の巨匠を中心として為されたと云うも過言ではない」と評された。

## 主な著作
- 『正法論(Die Lehre von richitigen Rechte)』1902年